# 8. století
8. století je období mezi 1. lednem 701 a 31. prosincem 800 našeho letopočtu. Jedná se o osmé století prvního tisíciletí.
Na počátku tohoto století se Arabům v rámci islámské expanze podařilo obsadit severoafrické pobřeží i Pyrenejský poloostrov a na východě se hranice Umajjovského chalífátu posunuly až k Indii a Číně. Umajjovce vystřídali Abbásovci. Byzantské říši oslabené arabskými výpady se ve druhé polovině 8. století podařilo hospodářsky vzpamatovat za vlády Syrské dynastie. Ve Franské říši postupně Karlovci vystřídali slábnoucí dynastii Merovejců a rozšířili ji v mocnou Karolínskou říši.

## Významné události

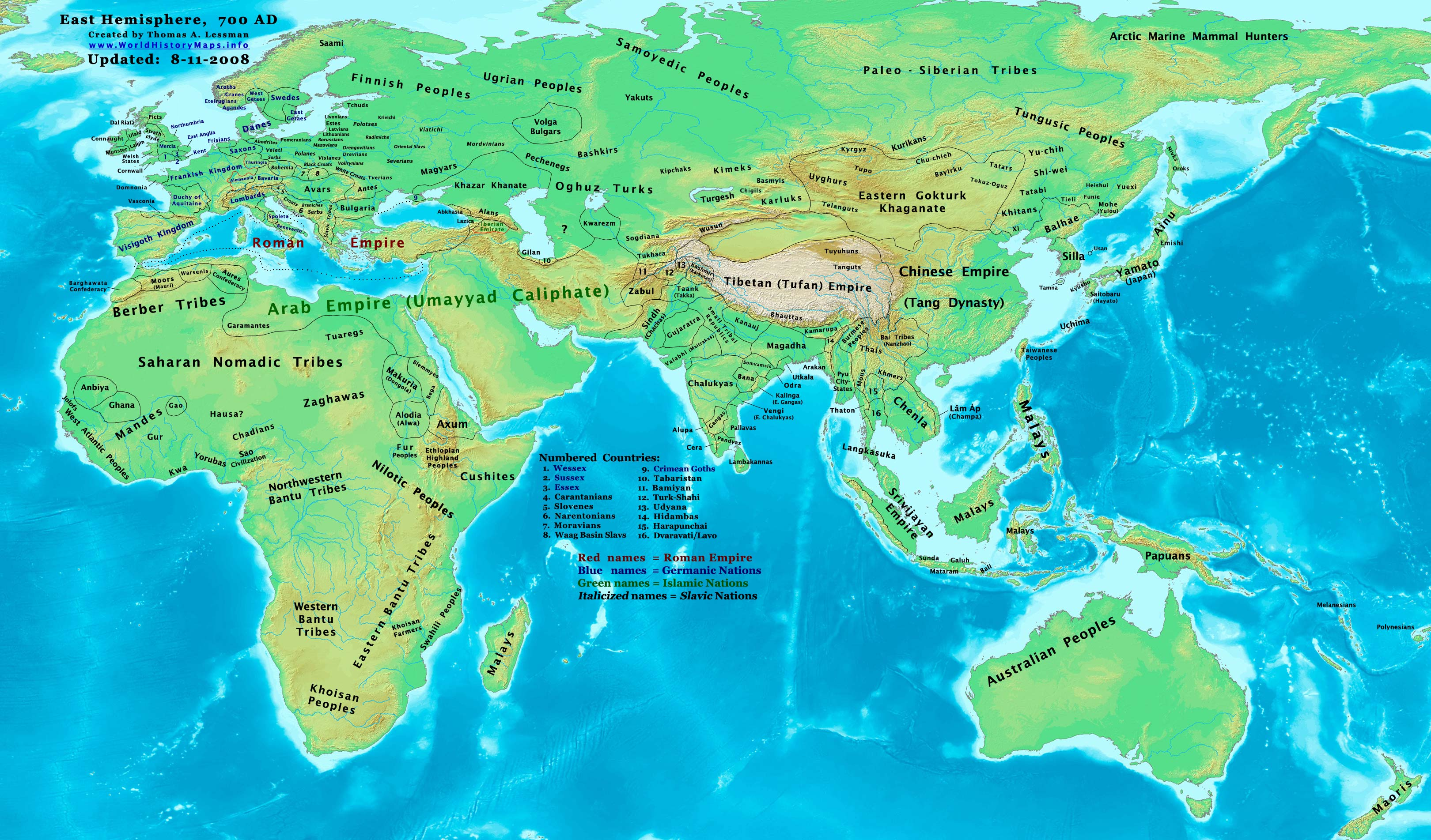
Východní polokoule na počátku 8. století

- 710 se centrem japonského císařství stalo město Nara, v němž byl zbudován palác Heidžó.
- 713 zemřel čínský čchanový mnich Chuej-neng.
- 717–718 došlo k obležení Konstantinopole, během něhož se hlavní byzantské město neúspěšně pokusili dobýt Arabové Umajjovského chalífátu.
- cca 726 nechal byzantský císař Leon III. Syrský odstranit obraz Ježíše Krista, jenž zdobil bránu konstantinopolského paláce, čímž v Byzanci zahájil první vlnu obrazoborectví.
- 731 dokončil benediktinský mnich Beda Ctihodný své dílo Historia ecclesiastica gentis Anglorum, popisující rané anglické dějiny.
- 732 porazili Frankové vedení Karlem Martelem arabské vojsko v bitvě u Tours.
- 740 zvítězilo byzantské vojsko nad Araby v bitvě u Akroinu.
- 750 zemřel poslední arabský chalífa z rodu Umajjovců Marván II., načež do čela chalífátu usedla dynastie Abbásovců
- 751 porazilo arabské vojsko čínskou Tchangskou armádu v bitvě na řece Talas.
- 787 svolala byzantská císařovna Irena druhý nikajský koncil.
- 20. července 792 porazili Bulhaři Byzantince v bitvě u Markelli.
- 800 byl franský král Karel Veliký korunován římským císařem.

## Významné osobnosti

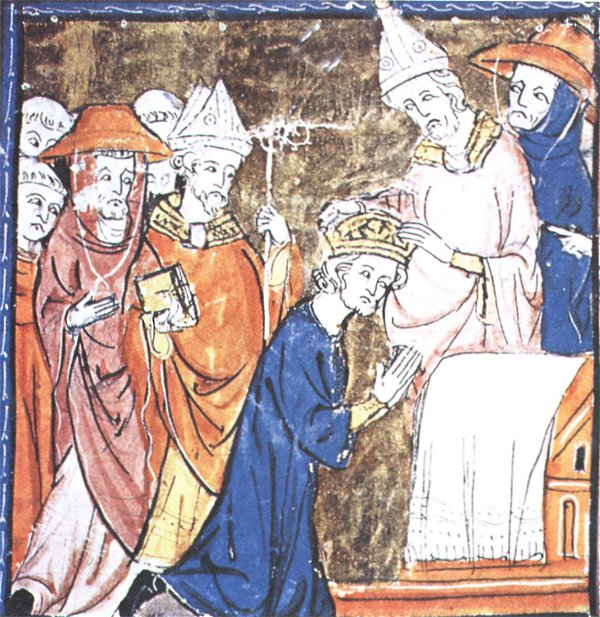
Korunovace Karla Velikého papežem Lvem III.

- Abdulmalik (646–705) – arabský chalífa
- Abú Muslim al-Churásání (cca 727 – 755) – vůdce Abbásovské revoluce
- Alcuin (735 – 801/804) – anglický filosof
- Beda Ctihodný (672–735) – anglický mnich a světec
- Hadrián I. (cca 700 – 795) – pátý nejdéle sloužící papež
- Hárún ar-Rašíd (763–809) – bagdádský chalífa z dynastie Abbásovců
- Hišám (691–743) – arabský chalífa
- Jan z Damašku (cca 650 – 749/754) – byzantský teolog a mnich
- Karel Martel (686–741) – francký majordomus
- Karel Veliký (742–814) – francký král a první středověký římský císař
- Lev III. (cca 750 – 816) – papež
- Leon III. Syrský (cca 675 – 741) – byzantský císař

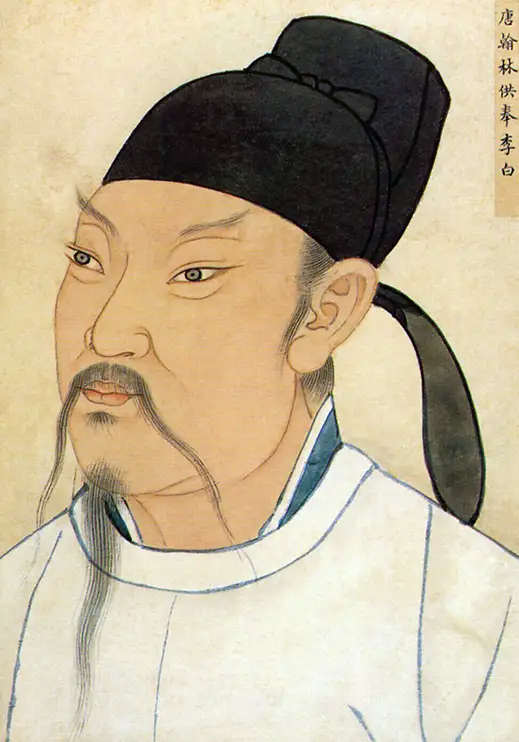
Čínský básník Li Po

- Li Po (cca 701 – 762) – čínský básník
- Muhammad ibn al-Kásim ath-Thakaff (695–715) – arabský vojevůdce
- Paolo Lucio Anafesto – napůl legendární první benátský dóže
- Paulus Diaconus (720/730–797/799) – mnich a historik
- Pipin III. Krátký (714–768) – první francký král z rodu Karlovců
- Süan-cung (685–762) – čínský vládce
- Štěpán II. (714/715–757) – papež
- Tárik ibn Zijád (? – cca 720) – arabský vojevůdce
- Tervel (? – cca 721) – bulharský chán
- Tu Fu (712–770) – čínský básník
- Umar II. (682–720) – arabský chalífa
- Vimalamitra (?) – buddhistický mnich a filozof